# Cosmosoma parambae
Cosmosoma parambae là một loài bướm đêm thuộc phân họ Arctiinae, họ Erebidae.